# Маломагнитные стали
Маломагнитные (немагнитные) стали — стали с магнитной проницаемостью (относительной магнитной проницаемостью) не более 1,05 Гс/Э (Гаусс/Эрстед).

## Сферы применения маломагнитных сталей

### Маломагнитные стали в приборостроении
Маломагнитные стали применяют в приборостроении в тех случаях, когда ферромагнитные материалы нельзя применять, так как они влияют на точность показания приборов. В качестве немагнитных материалов применяют стали и чугуны с аустенитной структурой. Аустенитные немагнитные стали содержат углерод, никель, хром, марганец и иногда другие элементы. Эта сталь после быстрого охлаждения в воде с 600 °С становится полностью немагнитной. Недостатки стали: пониженная теплопроводность, обрабатываемость резанием, высокая стоимость. Более низкую стоимость имеют аустенитные никельмарганцевые стали Н12ХГ, 55Г9Н9, ЭИ269 (4—5,5 % Mn, 18,5—21,5 Ni) и другие. Они обладают более высокими механическими свойствами и более устойчивы в условиях нагрева, хорошо деформируются в нагретом состоянии, а после нормализации или закалки и в холодном состоянии.
Также например маломагнитная сталь марки ЭИ-269 применялась для накладных листов под компасы, так как они чувствительны к магнитным материалам (обычным сталям) вблизи них.

### Маломагнитные стали в судостроении
Маломагнитные стали применяются для изготовления корпусов и частей судов, которые имеют повышенные требования к немагнитности для защиты от магнитных мин, торпед с магнитными взрывателями и прочих приборов, использующих данный принцип — например, для тральщиков и подводных лодок. Для таких судов зачастую простого размагничивания недостаточно и требуется иметь корпус и внутреннее насыщение корабля с минимальной магнитной проницаемостью. Для подводных лодок, вдобавок, это важно с точки зрения обнаружения.
При этом даже если корпус судна сделан из другого немагнитного материала (например, стеклопластика как на тральщиках проекта 1252 и проекта 12700 или дерева), всё равно остаётся необходимость иметь на корпусе тяжелонагруженные стальные детали. Например клюзы, мортиры гребных валов, кнехты и прочие дельные вещи, которые невозможно изготовить из пластика или цветных сплавов в виду их недостаточно высоких механических свойств.
Для этих целей разработана широкая номенклатура специальных сталей (например некоторые стали ЭИ, АК, ЮЗ, ММЛ и др.) идущих как на изготовление сортового проката, так и на изготовление поковок и отливок.
В Германии в 1950-х годах были построены три подводные лодки проекта 201, корпуса которых изготавливались из маломагнитных сталей, однако из-за повышенной склонности к коррозии этот опыт более не повторялся.

### Маломагнитные стали в электромашиностроении
В электромашиностроении от материала требуются иногда немагнитность и механическая прочность одновременно. Вместо цветных металлов для этой цели применяют более дешёвые немагнитные аустенитные стали. Аустенитные нержавеющие или износоустойчивые стали пригодны как немагнитные, если по прочностным свойствам они удовлетворяют поставленным требованиям. Однако сталь 110Г13Л часто не проходит по прочностным и технологическим свойствам, а аустенитные нержавеющие стали слишком дороги в качестве материала для деталей большой массы (например, для немагнитных бандажных колец в турбогенераторах). В этом случае применяют стали, легированные марганцем, хромом, алюминием при сравнительно повышенном содержании углерода и ограниченном содержании никеля.
Раньше в качестве немагнитных применяли стали с высоким содержанием никеля . В настоящее время найдены составы с меньшим содержанием дефицитного никеля или даже совершенно без никеля где в качестве аустенитообразователя выступает марганец. Марганец как аустенитообразователь действует в два раза слабее никеля, поэтому для получения устойчивого аустенита увеличивают содержание углерода. Если полностью отказаться от присадки никеля, то аустенитная структура и немагнитность могут быть получены в стали состава: 11–14,5 % Mn, 0,9–1,3 % С. Это — сталь Гадфильда с присущей ей склонностью сильно упрочняться при деформировании и, следовательно, плохо подвергаться обработке давлением, резанием и т. д., что в данном случае является недостатком. При одновременном требовании немагнитности и высокой коррозионной устойчивости следует применять нержавеющие стали или цветные металлы.
Получили применение и железомарганцовистые стали, прочность которых обусловлена образованием не α-, а ε- немагнитного мартенсита. Такие стали содержат примерно 17 % марганца с дополнительным легированием кремнием и некоторыми другими элементами, в том числе и нитридообразующими. Из-за низкого содержания углерода при умеренной прочности они обладают высокой пластичностью и хорошей свариваемостью, нечувствительностью к коррозионному растрескиванию.

## Примеры маломагнитных сталей

### Маломагнитная сталь ЮЗ и ЮЗХ
(другое название 45Г17Ю3)
Сталь разработана в ЦНИИ «Прометей» совместно с предприятиями СССР и РФ. Изготавливается в виде листового проката в толщинах 2-60 мм и профилей различного сортамента. Используется в судостроении (например, в качестве маломагнитного материала цельносборных корпусов различных судов), в строительстве, электротехнике (трансформаторы и т. п.) и горнодобывающей промышленности (лотки для транспортировки горной породы и т. п.). К достоинствам данной стали относятся: сталь имеет устойчивую аустенитную структуру при обычных температурах, которая сохраняется при любых деформациях и наклёпе; сталь хорошо сваривается всеми видами сварки и легко поддается механической обработке.

### Маломагнитные стали ММЛ
Свариваемые немагнитные аустенитные стали марок ММЛ-1, ММЛ-2 и ММЛ-3 используются для изготовления фасонных отливок для деталей корпусов, механизмов и оборудования судов всех классов, типов и назначений, а также балласта, к которым предъявляется требование по немагнитности (относительной магнитной проницаемости) μ не более 1,005 гс/э.
| Группа отливок | Назначение и условия работы литых деталей | Примеры применения |
| -------------- | --- | --- |
| I              | Отливки для деталей, размеры которых определяются только конструктивными и технологическими соображениями                                               | Балласт, ключи, бортовые швартовые клюзы и т. п. |
| II             | Отливки для деталей, рассчитываемых на прочность и работающих при статических нагрузках                                                                 | Мортиры, корпуса подшипников баллеров, ступицы перьев рулей, крышки, корпуса, рычаги, звёздочки брашпилей, плиты фундаментные и барабаны шпилей.                                    |
| III            | Отливки для деталей ответственного назначения, рассчитываемых на прочность и подвергающихся в процессе эксплуатации ударным и знакопеременным нагрузкам | Кронштейны гребных валов, форштевни, стаканы концевых и промежуточных кронштейнов, ахтерштевни пера руля, обтекатели, якоря, корпуса захлопок, сальники дейдвудные, мортиры и т. п. |

Не допускается использование сталей ММЛ для литых деталей работающих на трение или требующих поверхностного упрочнения азотированием, а также деталей арматуры и им подобных деталей.
| Марка стали | Содержание элементов, % | Содержание элементов, % | Содержание элементов, % | Содержание элементов, % | Содержание элементов, % | Содержание элементов, % | Содержание элементов, % | Содержание элементов, % | Содержание элементов, % |
| Марка стали | Угле- род               | Крем- ний               | Марга- нец              | Хром                    | Молиб- ден              | Никель                  | Вана- дий               | Сера                    | Фосфор                  |
| Марка стали | Угле- род               | Крем- ний               | Марга- нец              | Хром                    | Молиб- ден              | Никель                  | Вана- дий               | не более                | не более                |
| ----------- | ----------------------- | ----------------------- | ----------------------- | ----------------------- | ----------------------- | ----------------------- | ----------------------- | ----------------------- | ----------------------- |
| ММЛ-1       | 0,38- 0,45              | 0,60- 1,00              | 16,0- 18,0              | 1,30- 1,60              | -                       | 2,00- 2,50              | -                       | 0,030                   | 0,030                   |
| ММЛ-2       | 0,55- 0,63              | 0,60- 1,00              | 16,0- 18,0              | 1,60- 1,90              | -                       | 2,00- 2,50              | 0,50- 0,80              | 0,025                   | 0,025                   |
| ММЛ-3       | 0,40- 0,50              | 0,40- 0,80              | 16,0- 18,0              | До 0,5                  | 0,50- 0,80              | 1,50- 1,80              | 0,45- 0,75              | 0,025                   | 0,025                   |

При выплавке сталей для балласта допускается ряд отступлений от указанного для марки химсостава.
| Марка стали | Предел текучести условный, кгс/мм² | Временное сопротивление разрыву, кгс/мм² | Относительное удлинение, % | Относительное сужение, % | Ударная вязкость, при температурах от +20 °С до −40 °С, кгс⋅м/мм² | Магнитная проницаемость, при температурах от +20 °С до −40 °С, Гс/Э | Магнитная проницаемость, при температурах от +20 °С до −40 °С, Гс/Э |
| Марка стали | не менее                           | не менее                                 | не менее                   | не менее                 | не менее                                                          | в нормализованном состоянии                                         | в сыром, термически необработанном состоянии                        |
| ----------- | ---------------------------------- | ---------------------------------------- | -------------------------- | ------------------------ | ----------------------------------------------------------------- | ------------------------------------------------------------------- | ------------------------------------------------------------------- |
| ММЛ-1       | 24                                 | 45                                       | 19                         | 35                       | 15                                                                | 1,002—1,003                                                         | 1,002—1,003                                                         |
| ММЛ-2       | 35                                 | 50                                       | 14                         | 30                       | 10                                                                | 1,001—1,003                                                         | 1,002—1,003                                                         |
| ММЛ-3       | 50                                 | -                                        | 15                         | -                        | 8                                                                 | -                                                                   | -                                                                   |

Термическая обработка сталей ММЛ производится по РД5Р.95021-87.

### Нержавеющие аустенитные маломагнитные стали (нержавейки)
Нержавеющие аустенитные стали, такие как сталь для отливок 12Х18Н9ТЛ по ГОСТ 977 и аналогичные также используются как немагнитные. При этом важным является наличие чистой аустенитной структуры, так как нарушение технологии её производства (например пережог при термообработке) может привести к значительному содержанию ферритной фазы. Такая сталь непригодна к применению как немагнитная.

### Маломагнитные стали АК[8]
Немагнитные стали АК (также известны как «броневые стали») используются на различных судах, как более высокопрочный аналог стали ЮЗ. Например лёгкий корпус подводных лодок проекта 667А «Навага» выполнен из стали ЮЗ, а прочный корпус выполнен из маломагнитной стали АК-29 толщиной 40 мм. Переборки выполнены из стали АК-29 толщиной 12 мм.

## Контроль магнитной проницаемости
Контроль магнитной проницаемости производится по ОСТ5.9197-74 на образцах, вырезанных из пробных брусков данной плавки. При отсутствии пробных брусков допускается проверка магнитной проницаемости на образцах вырезанных из проката, отливки данной плавки. Она определяется баллистическим методом на образцах цилиндрической формы длиной 160 мм, диаметром 5 или 9 мм в полях напряжённостью от 0 до 125 эрстед.
Кроме того, учитывая что магнитная проницаемость маломагнитных сталей находится примерно на уровне алюминия существует простой способ экспресс-контроля немагнитности заготовки или изделия: достаточно приложить к изделию достаточно сильный магнит. При этом магнит должен не только не «прилипать» к образцу (что естественно), но и не должно ощущаться даже его взаимодействия с образцом: слабо ощутимое примагничивание встречается например у аустенитных сталей типа 12Х18Н10Т, если они содержат ферритную фазу даже в небольшом количестве -такие стали не соответствуют критерию «немагнитности».

## Другие факторы влияющие на магнитную проницаемость изделий из маломагнитных сталей
Магнитная проницаемость стали увеличивается при наличии пригара и особенно ферромагнитной окалины на поверхности литой детали или образца (например значение магнитной проницаемости для литого образца с окалиной на поверхности в поле напряжённостью 12 эрстед, колеблется от 1,25 до 1,5 ед).
Любая возможная механическая обработка резанием и наличие ржавчины на поверхности — не влияет на магнитную проницаемость и не меняет магнитных свойств стали.